# 마이크로소프트 익스프레션 웹
마이크로소프트 익스프레이션 웹(Microsoft Expression Web, 코드명: Quartz)은 마이크로소프트사의 HTML 편집기이자 일반적인 웹 디자인 소프트웨어 제품이다. 무료로 제공되는 소프트웨어이며 현재는 개발이 중단된 익스프레션 스튜디오의 구성 요소이다.
익스프레션 웹은 HTML5, CSS 3, ASP.NET, PHP, 자바스크립트, XML+XSLT, XHTML을 이용하여 웹 페이지를 설계하고 개발할 수 있다. 익스프레션 웹 4는 설치와 실행을 위해 닷넷 프레임워크 4.0과 실버라이트 4.0이 필요하다. 익스프레션 웹은 자체적인 표준 기반 렌더링 엔질을 가지고 있는데, 이 엔진은 인터넷 익스플로러의 트라이던트 엔진과는 다른 것이다.

## 버전 역사
| 범례: | 오래된 버전 | 오래된 버전, 지원 중 | 현재 버전 | 최신 미리보기 버전 | 배포 예정 |

| 개발           | 메이저 버전          | 출시일      | 마이너 업데이트           | 출시일      | 참고                                 |
| -------------- | -------------------- | ----------- | ------------------------- | ----------- | ------------------------------------ |
| 마이크로소프트 | 1.0 (12.0.4518.1014) | 2006년 12월 | SP1 (12.0.6211.1000)      | 2007년 12월 | Microsoft Expression Studio에 포함   |
| 마이크로소프트 | 2.0 (12.0.4518.1084) | 2008년 5월  | 업데이트 (12.0.6329.5000) | 2008년 12월 | Microsoft Expression Studio 2에 포함 |
| 마이크로소프트 | 3.0 (3.0.1762.0)     | 2009년 7월  | SP1 (3.0.3813.0)          | 2009년 11월 | Microsoft Expression Studio 3에 포함 |
| 마이크로소프트 | 3.0 (3.0.1762.0)     | 2009년 7월  | SP2 (3.0.3816.0)          | 2010년 4월  | Microsoft Expression Studio 3에 포함 |
| 마이크로소프트 | 3.0 (3.0.1762.0)     | 2009년 7월  | SP3                       | 2011년 10월 | Microsoft Expression Studio 3에 포함 |
| 마이크로소프트 | 4.0 (4.0.1165.0)     | 2010년 7월  | SP1 (4.0.1241.0)          | 2011년 3월  | Microsoft Expression Studio 4에 포함 |
| 마이크로소프트 | 4.0 (4.0.1165.0)     | 2010년 7월  | SP2 (4.0.1303.0)          | 2011년 7월  | Microsoft Expression Studio 4에 포함 |
| 마이크로소프트 | 4.0 (4.0.1165.0)     | 2010년 7월  | SP2a (4.0.1460.0)         | 2012년 12월 |                                      |

## 같이 보기
- 마이크로소프트 비주얼 스튜디오
- 마이크로소프트 프론트페이지
- 오피스 제품군 비교
- HTML 편집기 목록